# 贵州都指挥使司
贵州都指挥使司，明朝十六个都指挥使司之一。
洪武十五年（1382年）正月，置贵州都指挥使司。治贵州宣慰司。民政仍属湖广承宣布政使司、四川承宣布政使司、云南承宣布政使司。永乐十一年（1413年）设置贵州等处承宣布政使司。贵州都指挥使司属于右军都督府。

## 下辖卫所
贵州卫、永宁卫、普定卫、平越卫、乌撒卫、普安卫、层台卫（革）、赤水卫、威清卫、兴隆卫、新添卫、清平卫、平坝卫、安庄卫、龙里卫、安南卫、都匀卫、毕节卫、黄平千户所
后来改制：
贵州卫、永宁卫、普定卫、平越卫、乌撒卫、普安卫、赤水卫、威清卫、兴隆卫、新添卫、清平卫、平坝卫、安庄卫、龙里卫、安南卫、都匀卫、毕节卫、贵州前卫（后设黄平千户所）、普市千户所、重安千户所、安龙千户所、白撒千户所、摩泥千户所、关索岭千户所、阿落密千户所、平夷千户所、安南千户所、乐民千户所、七星关千户所
土官
- 新添长官司、小平伐长官司、把平寨长官司、丹平长官司、丹行长官司：属新添卫
- 杨义长官司：属平越卫
- 大平伐长官司：属龙里卫